# Сент-Джонс Айскэпс
«Сент-Джонс Айскэпс» (англ. St. John's IceCaps) — профессиональный хоккейный клуб, выступающий в Американской хоккейной лиге. Базируется в городе Сент-Джонс, провинция Ньюфаундленд и Лабрадор, Канада. Является фарм-клубом команды НХЛ «Монреаль Канадиенс». С сезона 2017/18 фарм-клубом «Монреаля» станет клуб «Лаваль Рокет» из Лаваля.

## История
Команда создана в 2011 году, как фарм-клуб воссозданной команды НХЛ «Виннипег Джетс», в результате переезда из Виннипега команды АХЛ «Манитоба Мус». Это вторая команда АХЛ в истории Сент-Джонса: в 1991—2005 годах в городе выступал фарм-клуб «Торонто». История франшизы, ставшей «АйсКэпс», восходит к 1994 году и команде ИХЛ из Миннесоты; два года спустя эта команда переехала в Виннипег (который в том же 1996 году потерял команду НХЛ), после распада ИХЛ (2001) перешла в АХЛ, лучший результат — выход в финал Кубка Колдера 2009.
В качестве фарм-клуба «Джетс» «Сент-Джонс АйсКэпс» провели четыре сезона, в первом и третьим из них команде удалось выйти в плей-офф АХЛ. В 2014 году «АйсКэпс» играли в финале Кубка Колдера, уступив «Техасу» (счёт в серии 1-4).
В мае 2015 года руководство «Джетс» объявило, что их новым фарм-клубом будет воссозданный «Манитоба Мус». Однако, клуб АХЛ в Сент-Джонсе сохранится: под названием «АйсКэпс» с 2015 года будет выступать фарм-клуб «Монреаль Канадиенс» (ранее «Гамильтон Бульдогс»; в качестве фарма «Канадиенс» история этой франшизы восходит к 1969 году и «Монреаль Вояжерс»).

## Игроки
Список выступавших за клуб игроков, о которых есть статьи в русской Википедии, см. здесь